# Antareen
Pour plus de détails, voir Fiche technique et Distribution.
Antareen est un drame du cinéma indien, en langue bengali, réalisé en 1993, par Mrinal Sen. Le film met en vedette Dimple Kapadia et Anjan Dutt (en). Il s'agit de l'adaptation de Badshahat Ka Khatimah, une histoire écrite, en 1950, par Saadat Hasan Manto (en), mais avec une fin différente dans le scénario. Antareen est le premier projet non hindi auquel Dimple Kapadia a participé depuis Vikram (1986). Elle joue le rôle d'une femme prise dans un mariage sans amour. Insistant pour jouer son rôle spontanément, Kapadia a refusé de s'inscrire à un cours accéléré de bengali car elle pensait, à tort, qu'elle serait capable de le parler de façon convaincante. Sa voix a finalement été doublée par l'acteur Anushua Chatterjee, ce qui n'a pas plu à Kapadia.
En 1993, il reçoit le National Film Awards du meilleur long métrage en bengali.

## Synopsis
Un jeune écrivain (Anjan Dutt (en)), en quête d'inspiration, vit seul dans le vieux manoir d'un ami à Calcutta. Une nuit, il commence à parler à une inconnue (Dimple Kapadia) au téléphone. La conversation se transforme bientôt en une relation au fur et à mesure que des détails de leurs vies sont révélés. Ils se rencontrent par hasard dans un train, lorsque Dimple le reconnaît par sa voix et à sa façon de parler, juste au moment où elle remonte dans le train à une station annexe.

## Fiche technique
Sauf indication contraire, les informations mentionnées dans cette section peuvent être confirmées par la base de données cinématographiques IMDb,  présente dans la section « Liens externes ».
- Titre : Antareen
- Réalisation : Mrinal Sen
- Scénario : Saadat Hasan Manto (en) - Mrinal Sen
- Langue : Bengali
- Genre : Drame
- Durée : 91 minutes (1 h 31)
- Dates de sorties en salles :
  -  Inde : 1993

## Distribution
- Anjan Dutt (en) : L'écrivain
- Dimple Kapadia : La femme
- Tathagata Sanyal